# Corregidor de capa y espada
En el antiguo régimen se llamaban corregidores de capa y espada a los corregidores legos que en los actos jurisdiccionales debían servirse del dictamen de los alcaldes mayores o de asesores fijos. 
Se enviaba esta clase de funcionarios a las ciudades principales o de régimen difícil por sus circunstancias, nombrándose de ordinario personas de categoría o de la clase militar, consultando en ello el prestigio o la energía en el mando. Era un medio también de remunerar sin gravamen del erario a las clases legas que sin embargo habían prestado considerables servicios al Estado. Había corregimientos fijos de esta clase y otras veces se nombraban tales corregidores por extraordinario por la razón capital, además de las indicadas, de que siendo el corregidor presidente de los ayuntamientos y componiéndose estos en su generalidad, de oficios enajenados, que en las grandes poblaciones servían los grandes y títulos de Castilla, era indispensable o muy conveniente que el corregidor se hallase a cierta altura categórica. 
Establecido el nuevo régimen constitucional con sus naturales consecuencias en lo judicial y administrativo cesaron los corregidores de capa y espada, cuyo número iba reduciéndose ya en los últimos tiempos del régimen anterior.